# Senatswahl in Haiti 1993
Die Senatswahl in Haiti 1993 fand am 18. Januar 1993 statt. Es handelte sich um die verfassungsgemäße Wahl eines Drittels der Mitglieder des 27-köpfigen Senats Haitis. Ferner mussten ein weiterer vakant gewordener Sitz im Senat und drei Sitze in der Abgeordnetenkammer nachbesetzt werden.

## Hintergrund
Zum Zeitpunkt der Wahl hatte Raoul Cédras die im Jahr 1990 demokratisch gewählte Regierung unter der Präsidentschaft von Jean-Bertrand Aristide im September 1991 durch einen Staatsstreich gestürzt und eine Militärdiktatur errichtet, die erst im Jahr 1994 beendet wurde. Die Aufgaben des Präsidenten nahm Premierminister Marc Bazin wahr.
Die Zustände im Land waren ausgesprochen labil und von Protesten gegen die in das Amt geputschte Regierung geprägt. Die internationale Gemeinschaft, vor allem die Organisation Amerikanischer Staaten (OAS), beobachtete die Entwicklung intensiv und griff auch dank der Haltung der Vereinigten Staaten unter dem neu gewählten Präsident Bill Clinton im Sinne der Wiederherstellung demokratischer und rechtsstaatlicher Verhältnisse ein.

## Ergebnis und Folgen
Gewählt wurden Kandidaten der Front Révolutionnaire Armé pour le Progrès d’Haiti (FRAPH), die als Partei agierte, jedoch eine paramilitärische Organisation des Generals Cédras war.
Obwohl der Ständige Ausschuss der OAS die Wahl für unrechtmäßig erklärt hatte, wurden am 2. März 1993 Kräfte der Polizei und des Militärs im Parlament eingesetzt, um die Aristides Partei Fanmi Lavalas angehörenden, im Jahr 1990 gewählten Senatoren und Abgeordneten buchstäblich aus ihren Ämtern zu entfernen und sicherzustellen, dass die neu Gewählten ihre Plätze einnehmen konnten.
Erst in Verhandlungen, die im Jahr 1994 zur Rückkehr zur Demokratie führten, wurde vereinbart, dass die 1993 Gewählten ihre Ämter nicht ausüben würden.